# Sylvia buryi
Sylvia buryi là một loài chim trong họ Sylviidae.
Loài này được tìm thấy ở Saudi Arabia và Yemen. Môi trường sống tự nhiên của chúng là rừng khô nhiệt đới hoặc cận nhiệt đới. Chúng bị đe dọa bởi tình trạng mất môi trường sống.